# جويل توماس
جويل توماس (30 يونيو 1987

 في كاين) (بالفرنسية: Joël Thomas)‏ لاعب كرة قدم فرنسي يلعب حاليا لصالح نادي الدوري الأول كولتشستر يونايتد الإنجليزي منذ 2009 في مركز المهاجم .
لعب توماس في أندية بوردو (2005-2007) كايزرسلاوترن (2007) هاميلتون أكاديميكال (2008-2009) .

## روابط خارجية
- جويل توماس على موقع قاعدة بيانات كرة القدم.إي يو (الإنجليزية)
- جويل توماس على موقع ليكيب (الفرنسية)
- جويل توماس على موقع Soccerway.com (الإنجليزية)
- جويل توماس على موقع عالم كرة القدم.نت (الإنجليزية)